# در انتظار باران
در انتظار باران (انگلیسی: Waiting for Rain; کره‌ای: 비와 당신의 이야기) یک فیلم درام محصول کره جنوبی سال ۲۰۲۱ به کارگردانی جو جین مو و نویسندگی یو سونگ هیوب و با بازی کانگ ها نول و چون وو هی است. این فیلم در ۲۸ آوریل ۲۰۲۱ در کره جنوبی، در ۳۰ آوریل ۲۰۲۱ در ایالات متحده آمریکا و در ۷ مه ۲۰۲۱ در تایوان منتشر شد.

## بازیگران
- کانگ ها نول در نقش پارک یونگ هو[۷]
- چون وو هی در نقش گونگ سو هی.[۸]